# 1992年ハンガリーグランプリ
1992年ハンガリーグランプリ(1992 Hungarian Grand Prix)は、1992年F1世界選手権の第11戦として、1992年8月16日にハンガロリンクで開催された。

## 予選
ブラバムが1台エントリーのため、ベルトラン・ガショーが予備予選を免除された。
リカルド・パトレーゼが好調で、金曜・土曜日に行われた全セッションでトップタイムを記録し、今季初ポールポジションを獲得した。チャンピオンに王手をかけたナイジェル・マンセルは電気系のトラブルで出火するなどして2番手となった。FW14Bに搭載されるルノーエンジンは今回からすべて最新のRS4となった。
マクラーレンは今回からトラクションコントロールシステムを投入したが、予選5位のゲルハルト・ベルガーはフィーリングに馴染めず、システムをオフにして走行した。

### 予備予選結果
| 順位 | No | ドライバー                   | チーム                       | タイム   | 差     |
| ---- | -- | ---------------------------- | ---------------------------- | -------- | ------ |
| 1    | 15 | ガブリエル・タルキーニ       | フォンドメタル・フォード     | 1'22.412 | —      |
| 2    | 14 | エリック・ヴァン・デ・ポール | フォンドメタル・フォード     | 1'23.398 | +0.986 |
| 3    | 30 | 片山右京                     | ラルース・ランボルギーニ     | 1'24.421 | +2.009 |
| 4    | 34 | ロベルト・モレノ             | アンドレア・モーダ・ジャッド | 1'25.567 | +3.155 |
| DNPQ | 35 | ペリー・マッカーシー         | アンドレア・モーダ・ジャッド | No time  |        |

- 上位4台が予選進出

### 予選結果
| 順位 | No | ドライバー                   | チーム                       | タイム   | 差     |
| ---- | -- | ---------------------------- | ---------------------------- | -------- | ------ |
| 1    | 6  | リカルド・パトレーゼ         | ウィリアムズ・ルノー         | 1'15.476 | -      |
| 2    | 5  | ナイジェル・マンセル         | ウィリアムズ・ルノー         | 1'15.643 | +0.167 |
| 3    | 1  | アイルトン・セナ             | マクラーレン・ホンダ         | 1'16.267 | +0.791 |
| 4    | 19 | ミハエル・シューマッハ       | ベネトン・フォード           | 1'16.524 | +1.048 |
| 5    | 2  | ゲルハルト・ベルガー         | マクラーレン・ホンダ         | 1'17.277 | +1.801 |
| 6    | 20 | マーティン・ブランドル       | ベネトン・フォード           | 1'18.148 | +2.672 |
| 7    | 9  | ミケーレ・アルボレート       | フットワーク・無限ホンダ     | 1'18.604 | +3.128 |
| 8    | 25 | ティエリー・ブーツェン       | リジェ・ルノー               | 1'18.616 | +3.140 |
| 9    | 27 | ジャン・アレジ               | フェラーリ                   | 1'18.665 | +3.189 |
| 10   | 28 | イヴァン・カペリ             | フェラーリ                   | 1'18.765 | +3.289 |
| 11   | 26 | エリック・コマス             | リジェ・ルノー               | 1'18.902 | +3.426 |
| 12   | 15 | ガブリエル・タルキーニ       | フォンドメタル・フォード     | 1'19.123 | +3.647 |
| 13   | 12 | ジョニー・ハーバート         | ロータス・フォード           | 1'19.143 | +3.667 |
| 14   | 10 | 鈴木亜久里                   | フットワーク・無限ホンダ     | 1'19.200 | +3.724 |
| 15   | 29 | ベルトラン・ガショー         | ラルース・ランボルギーニ     | 1'19.365 | +3.889 |
| 16   | 11 | ミカ・ハッキネン             | ロータス・フォード           | 1'19.587 | +4.111 |
| 17   | 17 | ポール・ベルモンド           | マーチ・イルモア             | 1'19.626 | +4.150 |
| 18   | 14 | エリック・ヴァン・デ・ポール | フォンドメタル・フォード     | 1'19.776 | +4.300 |
| 19   | 4  | アンドレア・デ・チェザリス   | ティレル・イルモア           | 1'19.867 | +4.391 |
| 20   | 30 | 片山右京                     | ラルース・ランボルギーニ     | 1'19.990 | +4.514 |
| 21   | 33 | マウリシオ・グージェルミン   | ジョーダン・ヤマハ           | 1'20.023 | +4.547 |
| 22   | 3  | オリビエ・グルイヤール       | ティレル・イルモア           | 1'20.063 | +4.587 |
| 23   | 16 | カール・ヴェンドリンガー     | マーチ・イルモア             | 1'20.315 | +4.839 |
| 24   | 32 | ステファノ・モデナ           | ジョーダン・ヤマハ           | 1'20.707 | +5.231 |
| 25   | 8  | デイモン・ヒル               | ブラバム・ジャッド           | 1'20.781 | +5.305 |
| 26   | 22 | ピエルルイジ・マルティニ     | ダラーラ・フェラーリ         | 1'20.988 | +5.512 |
| DNQ  | 24 | ジャンニ・モルビデリ         | ミナルディ・ランボルギーニ   | 1'21.246 | +5.770 |
| DNQ  | 21 | J.J.レート                   | ダラーラ・フェラーリ         | 1'21.288 | +5.812 |
| DNQ  | 23 | アレッサンドロ・ザナルディ   | ミナルディ・ランボルギーニ   | 1'21.756 | +6.280 |
| DNQ  | 34 | ロベルト・モレノ             | アンドレア・モーダ・ジャッド | 1'22.286 | +6.810 |

- 上位26台が決勝進出

## 決勝
スタートではポールシッターのパトレーゼが先行する一方、ホームストレートの汚れた側に位置するマンセルの加速が鈍り、マクラーレン勢に抜かれて4位に後退した。マンセルは8周目にベルガーをかわして2位のセナに肉薄するが、抜き所の少ないコースとセナの巧みなブロックにより前に出られなかった。先頭のパトレーゼは快調にラップを重ねて独走状態となる。
39周目、セナに30秒以上差をつけていたパトレーゼが2コーナーに撒かれていた砂に乗り単独スピン。コース復帰に手間取り7位にまで後退した。これで労せずしてセナがトップに立つ。
56周目、パトレーゼはエンジンから白煙を吹き上げながらリタイア。これでマンセルが3位4ポイントを獲得すれば、チャンピオンが決定する。しかし、マンセルはタイヤのスローパンクチャーのため62周目に緊急ピットインし、6位に後退した。残り15周で5位との差は13秒あったが、ニュータイヤで追い上げを開始する。
2位集団はベルガー、シューマッハ、ブランドル、ハッキネンが僅差で争っていたが、ブランドルがチームメイトのシューマッハのテールに追突。64周目、ホームストレート上でシューマッハのリアウィングが吹き飛び、激しくスピンしてリタイアした。
マンセルは66周目にハッキネン、67周目にブランドルをかわしてタイトル条件の3位に浮上。さらに69周目の1コーナーでベルガーも仕留めて2位まで挽回した（ベルガーはレース中このパターンで3回マンセルに抜かれた）。ハッキネンは6速ギアを失くしたブランドルをかわして今期2回目の4位を得た。
4度目の挑戦でようやくワールドチャンピオンを獲得したマンセルは、表彰台で拳を振り上げて喜びを表現した。11戦目でのタイトル決定は、年間16戦が定着して以降では最短となる。優勝者のセナもライバルの成功を祝福した。
ブラバムはヒルが11位で完走したが、資金難によりこれが最後のレースとなった。

### 決勝結果
| 順位 | No | ドライバー                   | チーム                   | 周回 | タイム/リタイア | グリッド | ポイント |
| ---- | -- | ---------------------------- | ------------------------ | ---- | --------------- | -------- | -------- |
| 1    | 1  | アイルトン・セナ             | マクラーレン・ホンダ     | 77   | 1:46'19.216     | 3        | 10       |
| 2    | 5  | ナイジェル・マンセル         | ウィリアムズ・ルノー     | 77   | +40.139         | 2        | 6        |
| 3    | 2  | ゲルハルト・ベルガー         | マクラーレン・ホンダ     | 77   | +50.782         | 5        | 4        |
| 4    | 11 | ミカ・ハッキネン             | ロータス・フォード       | 77   | +54.313         | 16       | 3        |
| 5    | 20 | マーティン・ブランドル       | ベネトン・フォード       | 77   | +57.498         | 6        | 2        |
| 6    | 28 | イヴァン・カペリ             | フェラーリ               | 76   | +1 Lap          | 10       | 1        |
| 7    | 9  | ミケーレ・アルボレート       | フットワーク・無限ホンダ | 75   | +2 Laps         | 7        |          |
| 8    | 4  | アンドレア・デ・チェザリス   | ティレル・イルモア       | 75   | +2 Laps         | 19       |          |
| 9    | 17 | ポール・ベルモンド           | マーチ・イルモア         | 74   | +3 Laps         | 17       |          |
| 10   | 33 | マウリシオ・グージェルミン   | ジョーダン・ヤマハ       | 73   | +4 Laps         | 21       |          |
| 11   | 8  | デイモン・ヒル               | ブラバム・ジャッド       | 73   | +4 Laps         | 25       |          |
| Ret  | 19 | ミハエル・シューマッハ       | ベネトン・フォード       | 63   | ウィング破損    | 4        |          |
| Ret  | 6  | リカルド・パトレーゼ         | ウィリアムズ・ルノー     | 55   | エンジン        | 1        |          |
| Ret  | 22 | ピエルルイジ・マルティニ     | ダラーラ・フェラーリ     | 40   | ギアボックス    | 26       |          |
| Ret  | 30 | 片山右京                     | ラルース・ランボルギーニ | 35   | エンジン        | 20       |          |
| Ret  | 27 | ジャン・アレジ               | フェラーリ               | 14   | スピン          | 9        |          |
| Ret  | 29 | ベルトラン・ガショー         | ラルース・ランボルギーニ | 13   | 接触            | 15       |          |
| Ret  | 10 | 鈴木亜久里                   | フットワーク・無限ホンダ | 13   | 接触            | 14       |          |
| Ret  | 3  | オリビエ・グルイヤール       | ティレル・イルモア       | 13   | 接触            | 22       |          |
| Ret  | 16 | カール・ヴェンドリンガー     | マーチ・イルモア         | 13   | 接触            | 23       |          |
| Ret  | 32 | ステファノ・モデナ           | ジョーダン・ヤマハ       | 13   | 接触            | 24       |          |
| Ret  | 14 | エリック・ヴァン・デ・ポール | フォンドメタル・フォード | 2    | スピン          | 18       |          |
| Ret  | 25 | ティエリー・ブーツェン       | リジェ・ルノー           | 0    | 接触            | 8        |          |
| Ret  | 26 | エリック・コマス             | リジェ・ルノー           | 0    | 接触            | 11       |          |
| Ret  | 15 | ガブリエル・タルキーニ       | フォンドメタル・フォード | 0    | 接触            | 12       |          |
| Ret  | 12 | ジョニー・ハーバート         | ロータス・フォード       | 0    | 接触            | 13       |          |

- ラップリーダー - パトレーゼ (LAP1-38)、セナ (LAP39-77)